# Primergy
| QS-Informatik | Dieser Artikel wurde wegen inhaltlicher Mängel auf der Qualitätssicherungsseite der Redaktion Informatik eingetragen. Dies geschieht, um die Qualität der Artikel aus dem Themengebiet Informatik auf ein akzeptables Niveau zu bringen. Hilf mit, die inhaltlichen Mängel dieses Artikels zu beseitigen, und beteilige dich an der Diskussion! (+) |

PRIMERGY ist der Markenname für die auf x86-Architektur basierten Server der Firma Fujitsu. 

## Bedeutung
Der Markenname „PRIMERGY“ beinhaltet eine komplette Serverfamilie von Single-Socket über Dual-Socket bis zu Quad-Socket Systemen. Acht- und mehr Socket Systeme werden unter dem Namen „PRIMEQUEST“ gelistet, während die Server im UNIX Bereich mit „SPARC“ unter dem Markennamen „Fujitsu SPARC Servers“ und die Mainframes unter der Bezeichnung „BS2000“ angeboten werden.

## Geschichte
Die Server Reihe PRIMERGY existiert seit 1994. Erstmals wurde der Name 1994 von Siemens Nixdorf Computers verwendet. Aufgrund diverser Akquisitionen und Übernahmen überlebte der Name PRIMERGY die Zeit des Joint-Ventures zwischen Fujitsu und Siemens, „Fujitsu Siemens Computers“ bis heute.

## Portfolio
Fujitsu Server PRIMERGY sind in verschiedenen Formfaktoren und Höheneinheiten verfügbar.

### Namensschema
Alle PRIMERGY-Server folgen einem dedizierten Namensschema. Die ersten beiden Buchstaben liefern Informationen über den Formfaktor des Systems. Die erste Zahl steht für die Anzahl der Sockets, die zweite enthält Informationen über die benutzte Prozessorfamilie (aktuell nur Intel-Prozessoren) und die dritte und vierte Zahl stehen für das Feature-Set des Systems. Aus den letzten beiden Ziffern ergibt sich die Generation des Systems.

### TX – Tower Server
Die Abkürzung TX steht für Tower Server. Das aktuelle Portfolio der PRIMERGY TX besteht aus folgenden Servern:
- TX1310 M5
- TX1320 M5
- TX1320 M6
- TX1330 M5
- TX1330 M6
- TX2550 M7

### RX – Rack Server
Die Abkürzung RX steht für Rack Server. Das aktuelle Portfolio der PRIMERGY RX besteht aus folgenden Servern:
- RX1330 M5
- RX1330 M6
- RX1440 M2
- RX2530 M7
- RX2540 M7
- RX2540 M5
- RX2540 M2
- RX4770 M7

### CX – Scale-out Server
Die Abkürzung CX steht für Scale-out Server. Das aktuelle Portfolio der PRIMERGY CX besteht aus folgenden Servern:
Chassis
- CX400 M7

Server Nodes
- CX2550 M7
- CX2560 M7
- CX2570 M5 - air cooled
- CX2570 M5 - liquid cooled

### Eigenschaften
Einige Funktionen von PRIMERGY Servern erstrecken sich über alle Systeme.

#### Cool-safe Advanced Thermal Design
Cool-safe Advanced Thermal Design ist Fujitsu’s Markenname für Systeme, die in höheren Umgebungstemperaturen arbeiten können. Die umfassende Temperaturskala beträgt 5 °C-45 °C und erlaubt dabei die Temperatur in einem Data Center zu erhöhen und somit Kühlkosten zu sparen.

#### ServerView Suite
ServerView Suite ist die Verwaltungssoftware, die zum Managen der Fujitsu PRIMERGY und PRIMEQUEST Server benötigt wird und mit der die Server in Unternehmensmanagementlösungen wie Microsoft System Center, VMware vSphere und Nagios Core integriert werden können. Um die Systeme anderer Anbieter in ServerView zu prüfen, können ihre Management Information Base (MIB) integriert werden.

## PRIMEQUEST – Differenzierung
PRIMEQUEST ist der Markenname für die Business- und Mission-critical Server. FUJITSU Server PRIMEQUEST ist außerdem ein auf x86-Architektur entworfener Server, aber mit erweiterten RAS-Eigenschaften.

## PRIMEFLEX
FUJITSU Integrated System PRIMEFLEX ist Fujitsu’s Markenname für Lösungen verschiedener Märkte, Segmente und Kunden. Viele der PRIMEFLEX Lösungen integrieren PRIMERGY Server Systeme. PRIMEFLEX ist eine Kombination aus Hardware, Software und Service, die vorab definiert, integriert und getestet ist.